# Call the Shots
«Call the Shots» — семнадцатый сингл британской поп-группы Girls Aloud и второй выпущенный в поддержку альбома Tangled Up.

## Список композиций

### CD 1
1. «Call the Shots» — 3:43

2. «Rehab» (Live Lounge cover) (Winehouse) — 3:42

### CD 2
1. «Call the Shots» — 3:43

2. «Call the Shots» (Xenomania Club Mix) — 4:50

3. «Blow Your Cover» — 3:27

4. «Call the Shots» (Video)

### iTunes Exclusive digital download
1. «Call the Shots» (Tony Lamezma’s Sniper Mix) — 7:22

## Видеоклип
Видеоклип снимался в Малибу, Калифорния.
По сюжету девушки поют на ночном пляже на фоне огня и белой материи, они одеты в лиловые платья.
У каждой солистки есть своя сюжетная линия. Шерил просто смотрит в окно, Кимберли стоит у зеркала и накладывает макияж. Подходит её парень, они обнимаются, но Кимберли выглядит печальной. Надин сидит на диване и сжигает фотографию, на которой она изображена с парнем. Никола лежит у бассейна и водит пальцами по воде. Её бойфренд подходит к ней с букетом цветов и бросает их в воду. Сара просмотривает сообщения на телефоне своего парня, пока тот моется в душе.
Премьера клипа состоялась 17 октября 2007 года.

## Оценки
4 место в списке 20 лучших песен Girls Aloud по версии газеты The Guardian.

## Позиции в чартах
| Чарты (2007)     | Позиция занятое место |
| ---------------- | --------------------- |
| Хорватия         | 1                     |
| Эстония          | 1                     |
| Великобритания   | 3                     |
| Ирландия         | 9                     |
| Европейский чарт | 9                     |
| Румыния          | 38                    |
| Словения         | 12                    |
| Украина          | 11                    |

## Авторы
- Миранда Купер
- Брайан Хиггинс
- Лиза Коулинг
- Тим Пауэлл
- Элисон Кларксон

## Состав
- Шерил Коул
- Кимберли Уолш
- Сара Хардинг
- Никола Робертс
- Надин Койл